# 兵庫県立錦城高等学校
兵庫県立錦城高等学校（ひょうごけんりつ きんじょうこうとうがっこう）は、兵庫県明石市にある公立普通科定時制高等学校。学校名の由来は、明石の海を錦江（きんこう）という。その錦江を臨む城それが「錦城（きんじょう）」とある。学校名に地名が多い中、珍しい県立学校名である。
兵庫県立明石南高等学校に併設されており、一部教室を共用使用している。修業年限は、4年であるが3修制選択授業（0校時と5校時）を習得すれば、3年で卒業することが可能である。
校訓は、「労学一如（ろうがくいちにょ）」、汗して働き、意欲を持って学ぶことは、真剣に生きること、精一杯努力することであり、美しく尊い生き方である。を意味する。それに加えて、「動く（自ら動いてみる）創る（そして、新しい自分を創る）鍛える（さらに自己を鍛える）」ことを目標としている。

## 設置学科
- 普通科

## 沿革
- 1951年 - 明石市立東高等学校として開校（明石市大蔵谷）
- 1961年 - 商業科を廃止し、普通科2学級に再編
- 1965年 - 県に移管し兵庫県立錦城高等学校と改称
- 2022年 - 令和3年度文部科学大臣表彰キャリア教育受賞

## 年間行事
| - 4月 - 再募集学力検査 - 入学式 - 始業式 - 5月 - 新入生歓迎行事(2年一度は校外遠足) - 6月 - 生徒総会 - 創立記念日 - 生活体験発表大会(校内) - 7月 - インターンシップ - 終業式 - 8月 - 夏季休業中 - 高卒認定試験 - 9月 - 始業式 - 生活体験発表(東播・淡路) - 体育祭 | - 10月 - 修学旅行 - 生活体験発表(県) - 11月 - 生徒会役員選挙 - 生徒総会 - 12月 - 期末考査 - 終業式 - 1月 - 始業式 - 卒業考査 - 2月 - 卒業生を送る会 - 卒業式 - 3月 - 修了式 |

## 交通
- Tacoバス西明石北ルート「明石南高校北(野々池貯水池)」,「明石南高校南」下車徒歩5分
- 神姫バス5,9系統 鳥羽弁財天バス停下車10分
  - 西明石駅が最寄駅だが徒歩で25分掛かる。